# جلكى غابرة
الجلكى الغابرة (الاسم العلمي:†Priscomyzon) هي جنس منقرض من اللافكيات تتبع رتبة الجلكيات.